# Салментаканен
Са́лментака́нен (фин. Salmentakainen) — озеро на территории Лоймольского сельского поселения Суоярвского района Республики Карелия.

## Общие сведения
Площадь озера — 0,6 км², площадь водосборного бассейна — 2,1 км². Располагается на высоте 69,0 метров над уровнем моря.
Форма озера продолговатая: вытянуто с севера на юг. Берега не сильно изрезанные, каменисто-песчаные, частично заболоченные.
Озеро соединено протокой с озером Сюскюярви
Населённые пункты возле озера отсутствуют. Ближайший — посёлок Леппясюрья — расположен в 16 км к северо-западу от озера.
Название озера переводится с финского языка как «находящееся за проливом».
Код объекта в государственном водном реестре — 01040300211102000013650.